# 胸キュン90's 〜ひとりで聴きたい恋の唄〜
『胸キュン90's 〜ひとりで聴きたい恋の唄〜』（むねキュン90's ひとりでききたいこいのうた）は、2010年3月17日にavex traxから発売されたコンピレーション・アルバムである。

## 概要
- 日本テレビ系『スッキリ!!』のコーナー「スッキリ!!商品開発部」第8弾となった作品。

## 収録曲

### DISC 1
1. 浜崎あゆみ / Boys & Girls
2. 槇原敬之 / もう恋なんてしない
3. 藤井フミヤ / TRUE LOVE
4. DREAMS COME TRUE / LOVE LOVE LOVE
5. globe / SWEET PAIN
6. 沢田知可子 / 会いたい
7. 相川七瀬 / Sweet Emotion
8. class / 夏の日の1993
9. Every Little Thing / Time goes by
10. ORIGINAL LOVE / 接吻 kiss
11. TRF / 寒い夜だから…
12. 中山美穂 / ただ泣きたくなるの
13. SPEED / My graduation
14. 広瀬香美 / ロマンスの神様
15. 松田聖子 / あなたに逢いたくて〜Missing You〜

### DISC 2
1. 安室奈美恵 / SWEET 19 BLUES
2. KAN / 愛は勝つ
3. 相川七瀬 / 恋心
4. globe / DEPARTURES
5. TRF / BOY MEETS GIRL
6. 山根康広 / Get Along Together 〜愛を贈りたいから〜
7. 内田有紀 / 幸せになりたい
8. hitomi / there is...
9. 今井美樹 / PRIDE
10. Every Little Thing / 出逢った頃のように
11. SPEED / White Love
12. MAX / 一緒に・・・
13. YEN TOWN BAND / Swallowtail Butterfly 〜あいのうた〜
14. 浜崎あゆみ / LOVE〜Destiny〜
15. 相川七瀬&スッキリS / あの頃からのラブレター[Bonus Track]（作詞：松井五郎　作曲・編曲：後藤次利）